# Fucoxantina
A fucoxantina é um pigmento presente nas algas pardas, diatomáceas e crisófitas. As suas respectivas colorações devem-se à presença desse pigmento, aliada à iridescência de suas paredes celulares, formadas por sílica ou celulose.